# Gala - An Evening with Sarah Brightman
Gala - An Evening With Sarah Brightman  es una gira de la soprano británica, Sarah Brightman que comprende 11 conciertos en Japón, 3 en Corea del Sur, 4 en China, 1 en Turquía, 3 en México 1 en Taiwán y uno último en Indonesia a mediados de 2017. La cantante es acompañada por una gran orquesta en cada ciudad e invitados especiales como el tenor Mario Frangoulis, el contratenor Narcis y la pianista china Di Wu.

## Set List
ACTO I
1. Stand Alone (Sólo en Japón) //Harem (Sólo en Turquía) //Sunset Boulevard Overture (a partir de Corea, excepto Japón y Turquía)
2. Nella Fantasia (a partir de Corea)
3. Anytime Anywhere
4. Dust in the Wind
5. Carpe Diem (Dueto con Mario Frangoulis)
6. It's a Beautiful Day
7. La Luna
8. Rachmaninov #2-3 Movement (Di Wu)
9. A Whiter Shade of Pale
10. Scarborough Fair (en este orden a partir de México)
11. Buongiorno Principessa (Solo Asia) // Vincero, Perdero (Mario Frangoulis) (Sólo México)
12. Canto Della Terra (Dueto con Mario Frangoulis)
13. Nessun Dorma

ACTO II
1. Spellbound Concerto (Di Wu)
2. Figlio Perduto
3. Stranger in Paradise
4. Scarborough Fair (en este orden desde China)
5. There for Me (Dueto con Mario Frangoulis)
6. Pie Jesu (Dueto con Narcis)
7. Caruso (Narcis)
8. The Phantom of The Opera (Dueto con Mario Frangoulis)
9. Time to Say Goodbye

Encore
1. Warsaw Concerto (Paul Bateman)
2. Running
3. Ave María (Sólo México)

## Fechas
| Fecha              | Ciudad           | País          | Arena                                                    |
| Asia 2016          | Asia 2016        | Asia 2016     | Asia 2016                                                |
| ------------------ | ---------------- | ------------- | -------------------------------------------------------- |
| 07-JUL             | Sapporo          | Japón         | Sapporo Hokkai Kitayell                                  |
| 09-JUL             | Sendai           | Japón         | Sendai Xebio Arena                                       |
| 11-JUL             | Tokio            | Japón         | Budokan                                                  |
| 12-JUL             | Tokio            | Japón         | Budokan                                                  |
| 14-JUL             | Tokio            | Japón         | Tokyo International Forum                                |
| 15-JUL             | Tokio            | Japón         | Tokyo International Forum                                |
| 17-JUL             | Kanazawa         | Japón         | Kanazawa Honda No Mori Hall                              |
| 19-JUL             | Osaka            | Japón         | Osaka Festival Hall                                      |
| 20-JUL             | Osaka            | Japón         | Osaka Festival Hall                                      |
| 21-JUL             | Osaka            | Japón         | Orix Theatre                                             |
| 22-JUL             | Nagoya           | Japón         | Nagoya Century Hall                                      |
| 24-JUL             | Seúl             | Corea del Sur | Olympic Park's Olympic Hall                              |
| 26-JUL             | Daegu            | Corea del Sur | Exco                                                     |
| 27-JUL             | Kwangju          | Corea del Sur | Unversiade Gymnasium                                     |
| 29-JUL             | Zhengzhou        | China         | Zhengzhou International Convention and Exhibition Centre |
| 31-JUL             | Suzhou           | China         | Suzhou Sports Centre                                     |
| 03-AGO             | Harbin           | China         | Harbin Opera House                                       |
| 05-AGO             | Tianjin          | China         | Tianjin Grand Theatre                                    |
| 07-AGO             | Taipéi           | Taiwán        | Taipei Arena                                             |
| 09-OCT             | Antalya          | Turquía       | Expo Congress Center                                     |
| Norte América 2016 |                  |               |                                                          |
| 01-DIC             | Ciudad de México | México        | Arena Ciudad de México                                   |
| 03-DIC             | Guadalajara      | México        | Auditorio Telmex                                         |
| 05-DIC             | Monterrey        | México        | Arena Monterrey                                          |
| Asia 2017          |                  |               |                                                          |
| 11-MAR             | Tainan City      | Taiwán        | Tainan City Stadium                                      |